# 郭璋
郭璋（？—？），字□□，錦衣衛校尉籍，直隸揚州府興化縣人，明朝政治人物。

## 生平
弘治十一年（1498年）戊午科順天府鄉試第六十九名舉人。弘治十八年（1505年）中式乙丑科會試第□百九十一名，二甲第十七名進士。

## 家族
曾祖郭重；祖父郭興；父郭□。嫡母張氏；生母李氏。具慶下。